# Svend-Erik Danielsen
Svend-Erik Danielsen (* 18. September 1944 in Kopenhagen; † 1. November 2011 in Aarhus) war ein dänischer Bankmanager und Konsul.

## Leben
Svend-Erik Danielsen war der Sohn des Polizisten Agner Danielsen und dessen Frau Aase Pedersen († 1982). Er schloss 1963 das Christianshavns Gymnasium in Kopenhagen ab. Anschließend studierte er Buchhaltung und schloss das Studium 1969 ab. 1973 wurde er zertifizierter Kassenprüfer. Von 1963 bis 1966 arbeitete er beim Buchhaltungsunternehmen J. Hjernø Jeppesen und anschließend bei Deloitte. Dort wurde er 1975 nach Grönland ausstationiert.
1982 wurde er Direktor der Grønlandsbanken. Unter ihm fusionierte die Grønlandsbanken mit der Nuna Bank und ging als erstes grönländisches Unternehmen an die Börse. Am 11. August 1984 heiratete er die Grönländerin Mathilde Møller (* 1944), Tochter des Zimmermanns und Tischlers Steffen Møller († 2003) und seiner Frau Nilsigne Holm († 1998). Von 1986 bis 2009 war er zudem norwegischer Generalkonsul in Grönland. 2006 trat er als Bankdirektor zurück.
2009 wurde er Aufsichtsratsvorsitzender von Polar Seafood und des Bauunternehmens EMJ-Atcon und saß zudem ab 2010 im Aufsichtsrat der Sermitsiaq.AG.
Er war Ritter des Dannebrogordens, Kommandeur des norwegischen Verdienstordens sowie ab dem 20. Juni 1997 Träger des Nersornaat in Silber. Svend-Erik Danielsen starb 2011 im Alter von 67 Jahren in einem Krankenhaus in Aarhus.